# Problème de concentration du halo
Le problème de concentration du halo découle de simulations cosmologiques qui semblent indiquer que la matière noire froide (CDM) affecte des distributions concentrées, c'est-à-dire qu'elle augmente brutalement jusqu'à des valeurs élevées à un point central, et ceci dans les zones les plus denses de l'Univers. Ceci impliquerait que le centre de notre galaxie, par exemple, présenterait une densité supérieure de matière noire que les autres régions. Cependant, il semble plutôt que les centres de ces galaxies n'ont vraisemblablement aucune concentration de matière noire.
Cela demeure un problème insoluble. Les spéculations selon lesquelles la distribution de matière baryonique pourrait d'une quelconque façon déplacer la matière noire dans les cœurs denses des galaxies spirales ne s'appuie sur aucune explication plausible ni aucune simulation informatique.
« La présence de concentration dans les centres de halos de CDM est un des premiers et des plus solides résultats dérivé de la simulation cosmolique des N-corps ». Les simulations numériques pour des formations de structures de CDM prédisent des propriétés structurelle en conflit avec les observations astronomiques. Les différences apparaissent entre des galaxies et des amas de galaxies. "La principale [simulation] à avoir retenu beaucoup d'attention est le problème de la concentration du halo, à savoir que le modèle CDM prédit des halos ayant un cœur de forte densité ou bien des profils internes trop brusques comparés aux observations".
Le conflit entre les simulations numériques et les observations astronomiques crée des contraintes numériques relatives au problème cœur/concentration. Les contraintes observationnelles sur les concentrations du halo impliquent l'existence de contraintes théoriques sur les paramètres cosmologiques. Selon McGaugh, Barker, et de Blok, il existe trois interprétations possibles à l'égard des limites de concentration de halos, qu'elles soient présentées par eux-mêmes ou d'un quelconque autre auteur :
1. "les halos de CDM doivent avoir une concentration, en sorte que les limites présentées comportent de nouvelles contraintes sur les paramètres cosmologiques."
2. "quelque chose, par exemple une réaction, une modification de la nature de la matière noire) élimine les concentrations et ainsi les contraintes cosmologiques.
3. "l'image de la formation du halo suggérée par les simulations de CDM est erronée.

Considérer des modèles qui modifient la nature de la matière noire constitue une voie permettant de résoudre le problème de concentration du cœur des halos galactiques. Parmi d'autres possibilités, des théoriciens ont considéré des matières noires tiède, ou floue, ou encore interagissant avec elle-même, ou encore matière noire "metacold" (en)